# Бразилия на летних Олимпийских играх 1984
Бразилия принимала участие в Летних Олимпийских играх 1984 года в Лос-Анджелесе (США) в четырнадцатый раз за свою историю, и завоевала две бронзовые, пять серебряных и одну золотую медалей. Сборная страны состояла из 147 спортсменов (126 мужчин, 21 женщина), выступивших в соревнованиях по 17 видам спорта.

## Медалисты
| Медаль  | Спортсмен | Вид спорта      | Дисциплина                           |
| ------- | --- | --------------- | ------------------------------------ |
| Золото  | Жуакин Крус | Лёгкая атлетика | Мужчины, 800 м                       |
| Серебро | Торбен Граэл Даниэл Адлер Роналду Камаргу | Парусный спорт  | Класс «Солинг»                       |
| Серебро | Рикарду Праду | Плавание        | Мужчины, 400 м комплексным плаванием |
| Серебро | Дуглас Виейра | Дзюдо           | Мужчины, до 95 кг                    |
| Серебро | Амаури Рибейро Фернанду д'Авила Ренан даль Зотту Домингус Нету Мариу Нету Вильям Карвальу Жозе Монтанару Руй Насименту Бернард Райзман Антониу Рибейру Бернардо Резенди Маркус Фрейри | Волейбол        | Мужчины                              |
| Серебро | Команда | Футбол          | Мужчины                              |
| Бронза  | Луис Онмура | Дзюдо           | Мужчины, до 71 кг                    |
| Бронза  | Валтер Кармона | Дзюдо           | Мужчины, до 86 кг                    |

## Результаты соревнований

### Академическая гребля
В следующий раунд из каждого заезда проходили несколько лучших экипажей (в зависимости от дисциплины). В финал A выходили 6 сильнейших экипажей, ещё 6 экипажей, выбывших в полуфинале, распределяли места в малом финале B.
Мужчины
| Соревнование | Спортсмены                              | Предварительный заезд | Предварительный заезд | Предварительный заезд | Отборочный заезд | Отборочный заезд | Отборочный заезд | Полуфинал | Полуфинал | Полуфинал | Финал   | Финал   | Итоговое место |
| Соревнование | Спортсмены                              | Заезд                 | Время                 | Место                 | Заезд            | Время            | Место            | Заезд     | Время     | Место     | Время   | Место   | Итоговое место |
| ------------ | --------------------------------------- | --------------------- | --------------------- | --------------------- | ---------------- | ---------------- | ---------------- | --------- | --------- | --------- | ------- | ------- | -------------- |
| двойки       | Рикардо де Карвальо Роналдо де Карвальо | 3                     | 7:32,69               | 4                     | 1                | 7:05,24          | 3 Q              | 1         | 7:05,92   | 6 QB      | Финал B | Финал B | 8              |
| двойки       | Рикардо де Карвальо Роналдо де Карвальо | 3                     | 7:32,69               | 4                     | 1                | 7:05,24          | 3 Q              | 1         | 7:05,92   | 6 QB      | 7:03,97 | 2       | 8              |